# Casa al carrer de la Plaça, 7 (Mollet de Peralada)
La Casa al carrer Plaça, 7 és una obra de Mollet de Peralada (Alt Empordà) inclosa a l'Inventari del Patrimoni Arquitectònic de Catalunya.

## Descripció
Edifici entre mitgeres situat a davant de l'església de Sant Cebrià. És una casa de planta baixa i dos pisos, els quals tenen la mateixa ordenació, balcó central de ferro forjat i una finestra a cada costat.. A la planta baixa destaca la porta amb arc rebaixat. Pel que fa a la façana està feta amb aparell antic (opus incertum), amb pedres irregulars i plenes de morter. La coberta és a dues vessants i destaca la canal de teules verdes.

## Història
Segons la gent del poble, aquest edifici va ser utilitzat com a es cola, a mitjan segle xx.